# Língua japonesa antiga tardia
Língua japonesa antiga tardia chūko (中古日本語) é um estágio da Língua japonesa que foi praticado entre os anos de 794 até 1185, uma época conhecida como Período Heian. Foi sucedido pela língua janonesa antiga ou língua japonesa clássica.